# Isla Espíritu Santo
Die Isla Espíritu Santo ist eine im Pazifischen Ozean gelegene unbewohnte Insel, etwa 32 km nördlich von La Paz, der Hauptstadt des mexikanischen Bundesstaats Baja California Sur, gelegen. Administrativ gehört die Insel zum Municipio La Paz. Sie ist die Hauptinsel der gleichnamigen Inselgruppe. Sie ist durch eine nur 140 Meter breite Meeresstraße von der nördlich vorgelagerten Isla Partida getrennt, der zweitgrößten Insel der Gruppe.
Espíritu Santo ist rund 80 km² groß und wurde im Januar 2003 von der US-amerikanischen Umweltorganisation The Nature Conservancy gekauft, um die Natur zu schützen. Um die Insel herum gibt es seit November 2006 ein Meeresschutzgebiet von insgesamt rund 49.000 Hektar (490 km²) Fläche. Das Gebiet ist – wie der gesamte Golf von Kalifornien – mit über 1000 Arten – an Flora und Fauna extrem artenreich. Es beherbergt unter anderem eine Kolonie von Seelöwen, fünf Meeresschildkrötenarten und dient Hammerhaien als Rastplatz während ihrer Wanderschaft. Das Schutzgebiet ist das erste Meeresschutzgebiet in Mexiko. Mit dem Espiritu-Santo-Hasen (Lepus insularis) gibt es auf der Insel auch ein endemisches Säugetier, der Artstatus des ebenfalls endemischen Espiritu-Santo-Antilopenziesels (Ammospermophilus insularis) ist unklar.